# کریگ واسون
کریگ واسون (انگلیسی: Craig Wasson؛ زادهٔ ۱۵ مارس ۱۹۵۴) یک هنرپیشه اهل ایالات متحده آمریکا است.
از فیلم‌ها یا برنامه‌های تلویزیونی که وی در آن نقش داشته است می‌توان به قطار هوایی، مالکوم ایکس، اسکیزویید، فرار تحت فشار و ریشخند اشاره کرد.